# Mi-14
Mi-14 (ros. Ми-14, oznaczenie NATO Haze) – radziecki wielozadaniowy śmigłowiec morski.

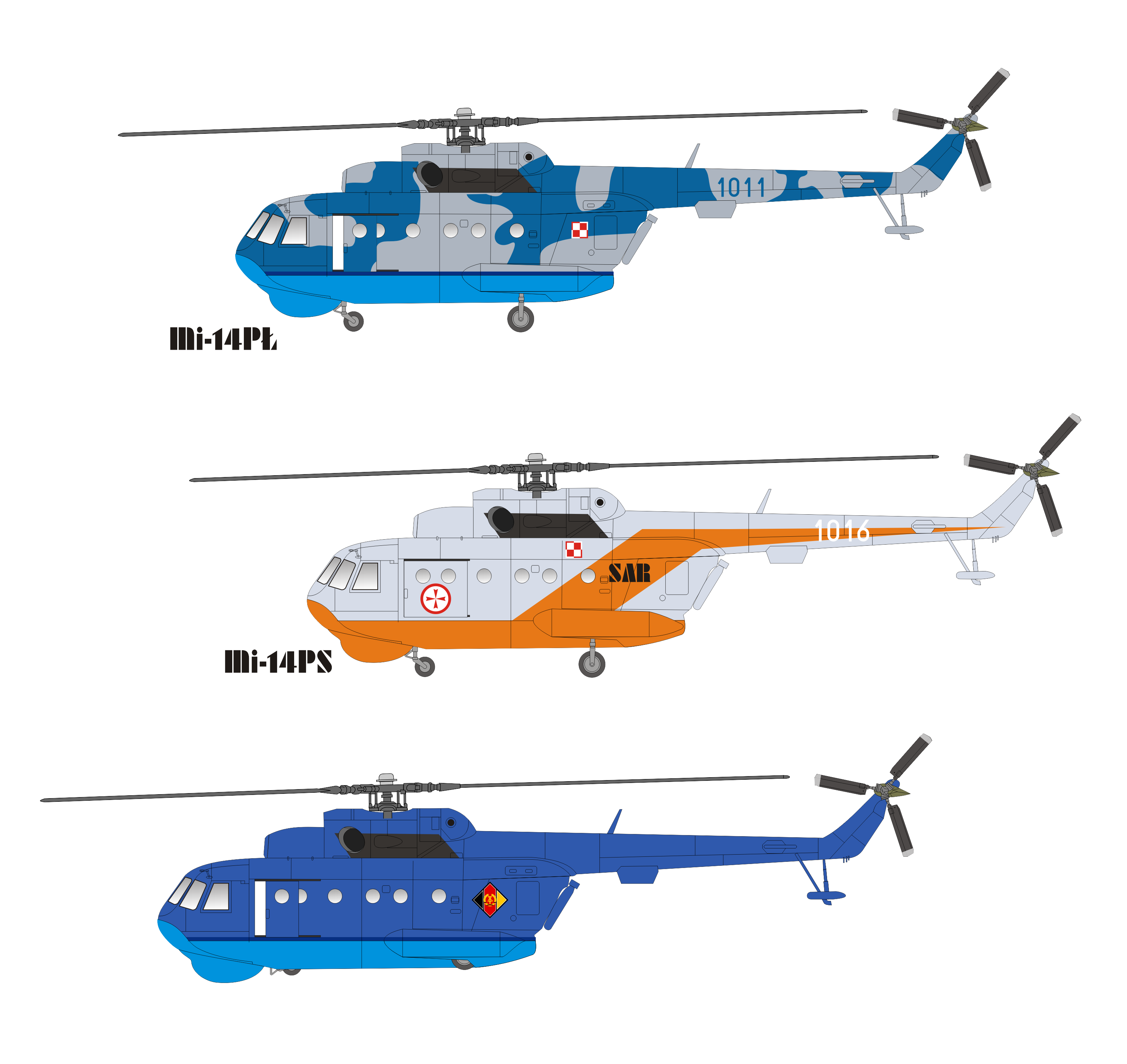
Mi-14

Śmigłowiec morski Mi-14 powstał w latach 60. XX wieku jako następca radzieckich maszyn Mi-4 w wariancie morskim. Jego konstrukcję oparto na średniej maszynie wielozadaniowej Mi-8. Cechą charakterystyczną śmigłowca Mi-14 jest możliwość wodowania, utrzymywania się na wodzie do 30 minut, a następnie startu z powierzchni morza. Aby osiągnąć tę cechę, dolna część kadłuba śmigłowca została zbudowana jako łódka, a także po bokach zamontowano nadmuchiwane pływaki. Podstawową wersją śmigłowca Mi-14 jest wariant ZOP (Mi-14PŁ, od противолодочный, protiwołodocznyj), później w oparciu o niego powstały m.in. wersja SAR (Mi-14PS) i przeciwminowa (Mi-14BT).

## Historia
W połowie lat 60. XX wieku w ZSRR rozpoczęto poszukiwanie następcy morskich wersji śmigłowca Mi-4. Śmigłowce te, napędzane silnikami tłokowymi, były już przestarzałe i nie były w stanie sprostać wymogom ówczesnego pola walki. Nowy śmigłowiec ZOP miał być masywniejszy niż Mi-4M, a osiągami i możliwościami bojowymi odpowiadać amerykańskiemu SH-3A Sea King.
Już w latach 50. XX wieku podczas prac nad śmigłowcem Mi-8, w biurze konstrukcyjnym Mila pojawiła się koncepcja stworzenia modyfikacji maszyny służącej do zwalczania okrętów podwodnych. W roku 1958 powstały tam dwa projekty studyjne. Jeden zakładał zachowanie podwozia Mi-8, drugi zaś obejmował zamianę dolnej części kadłuba na łódka z bocznymi pływakami. Drugi projekt zapewniał większe bezpieczeństwo podczas lotów nad morzem. W tym samym czasie w biurze konstrukcyjnym Kamowa opracowywano pokładowy śmigłowiec ZOP Ka-25. W razie awaryjnego wodowania mógł się on utrzymać na wodzie tylko piętnaście minut i tyle samo czasu miała załoga na ewakuację. Perspektywa większego śmigłowca potrafiącego dłużej utrzymywać się na wodzie spodobała się kierownictwu marynarki wojennej ZSRR.
W listopadzie 1959 roku przedstawiciel KC ds. lotnictwa P. W. Dementiew zatwierdził zaprojektowanie kompleksu W8-G (hydro). Kompleks miał się składać z zespołu dwóch śmigłowców: poszukującego i uderzeniowego. Wymogiem było, aby śmigłowiec poszukujący dał się łatwo przerobić na uderzeniowy i odwrotnie. Prace projektowe rozpoczęto w roku 1962, niezwłocznie po zbudowaniu dwusilnikowego prototypu W-8A. Głównym konstruktorem nowego projektu został mianowany L.N. Babuszkin. Kolejnych kilka lat poświęcono na wstępne prace studyjne. W tym czasie przeprowadzono wiele testów i obliczeń, m.in. w Centralnym Instytucie Lotnictwa w Moskwie badaniom hydrodynamicznym w kanale wodnym poddano makietę śmigłowca w skali 1:8.
Po zakończeniu wstępnych badań 30 kwietnia 1965 roku Rada Ministrów ZSRR wydała postanowienie o opracowaniu podstawowego śmigłowca-amfibii do celów ZOP (W-14) w dwóch wariantach: poszukiwawczym i uderzeniowym wraz z dokładnymi wymogami ustalonymi przez zamawiającego. Projektanci z biura Mila uznali, że dotąd stosowane w Mi-8 silniki TW2-177 są za słabe, aby spełnić wymagania marynarki wojennej ZSRR i zastąpiono je mocniejszymi TW3-177. We wrześniu 1966 roku zaprezentowano dwa projekty W-14. Pierwszy – z silnikiem TW2-177 obejmował dwie oddzielne wersje (poszukiwawcza i uderzeniowa), zaś drugi z silnikiem TW3-177M (silnik w wariancie morskim, z pokryciem antykorozyjnym) obejmował jedną wersję poszukiwawczo-uderzeniową. Wybrano drugi projekt i już w październiku 1966 roku przystąpiono do budowy prototypu. Aby przyspieszyć prace zdecydowano zunifikować konstrukcję z istniejącym już śmigłowcem Mi-8. Jednakże zastosowanie nowych, mocniejszych silników wymusiło zaprojektowanie nowej przekładni głównej WR-14 (powstała ona we współpracy z biurem konstrukcyjnym Izotowa), a także wzmocnienie układu przeniesienia mocy na śmigło ogonowe. Do rozruchu zastosowano silnik pomocniczy AI-9. Pełnowymiarowa makieta została zbudowana w grudniu 1966. Składała się ona z kadłuba i belki ogonowej seryjnego Mi-8 oraz metalowej makiety łódki (opracowanej z pomocą biura konstrukcyjnego Berijewa, specjalizującego się w budowie samolotów-amfibii). Następnie rozpoczęto budowę latającego prototypu, którą ukończono w 1967 roku. Z uwagi na opóźnienia w budowie silników TW3-177M w prototypie zamontowano stare TW2-177A. Śmigłowiec w swój pierwszy lot wzbił się 1 sierpnia 1967 roku, a za jego sterami zasiadł wtedy pilot oblatywacz J.S. Szwaczko. Prototyp nie był wyposażony w całą docelową aparaturę, nie otwierał się także luk bombowy. W celu zatajenia prac nad nową konstrukcją przed wywiadem państw zachodnich prototyp otrzymał malowanie Aerofłotu i cywilną rejestrację CCCP-11051. W kolejnych latach prowadzono próby i testy zakładowe, a następnie państwowe. Aby je przyspieszyć, na bazie seryjnych Mi-8 zbudowano kolejne prototypy W-14, w tym wyposażone już w docelowe silniki TW3-177M. Podczas prób państwowych w wyniku awarii stracono jeden śmigłowiec, jednakże załodze nic się nie stało. Wszystkie próby i testy ostatecznie zakończono w roku 1974.
Seryjna produkcja śmigłowców odbywała się w Zakładzie nr 387 w Kazaniu. Rozpoczęto ją już w 1973 roku (czyli jeszcze przed zakończeniem testów państwowych), jednakże dostawy do jednostek radzieckiej marynarki wojennej rozpoczęły się dopiero rok później. Zgodnie z postanowieniami Komitetu Centralnego KPZR i Rady Ministrów ZSRR śmigłowiec oficjalnie przyjęto do uzbrojenie marynarki wojennej ZSRR 11 maja 1976 roku. Nadano mu też oficjalne oznaczenie Mi-14PŁ.
W latach 1973–1986 w sumie wyprodukowano 273 śmigłowce, z czego 105–150 maszyn na eksport. Sprzedano je m.in. do Bułgarii, NRD, Polski, Syrii, Libii i Południowego Jemenu. Po upadku muru berlińskiego dwa poenerdowskie Mi-14 trafiły, także do USA, gdzie są wykorzystywane przez US Army do testów.
W oparciu o Mi-14PŁ zbudowano dwie kolejne wersje śmigłowca – ciężki śmigłowiec SAR Mi-14PS i Mi-14BT, czyli śmigłowiec holowniczo-trałowy. Poza tym z czasem pojawiły się modernizacje śmigłowców Mi-14 zwiększające ich możliwości bojowe. Przykładem takiej modernizacji jest polski Mi-14PŁMK z przełomu XX i XXI wieku.

## Opis konstrukcji

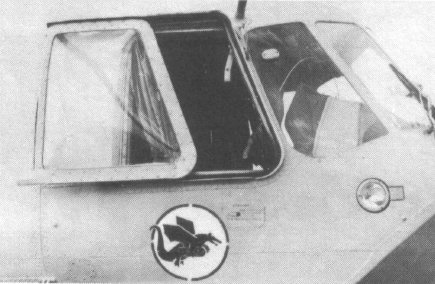
Odsuwane okno w kabinie pilotów

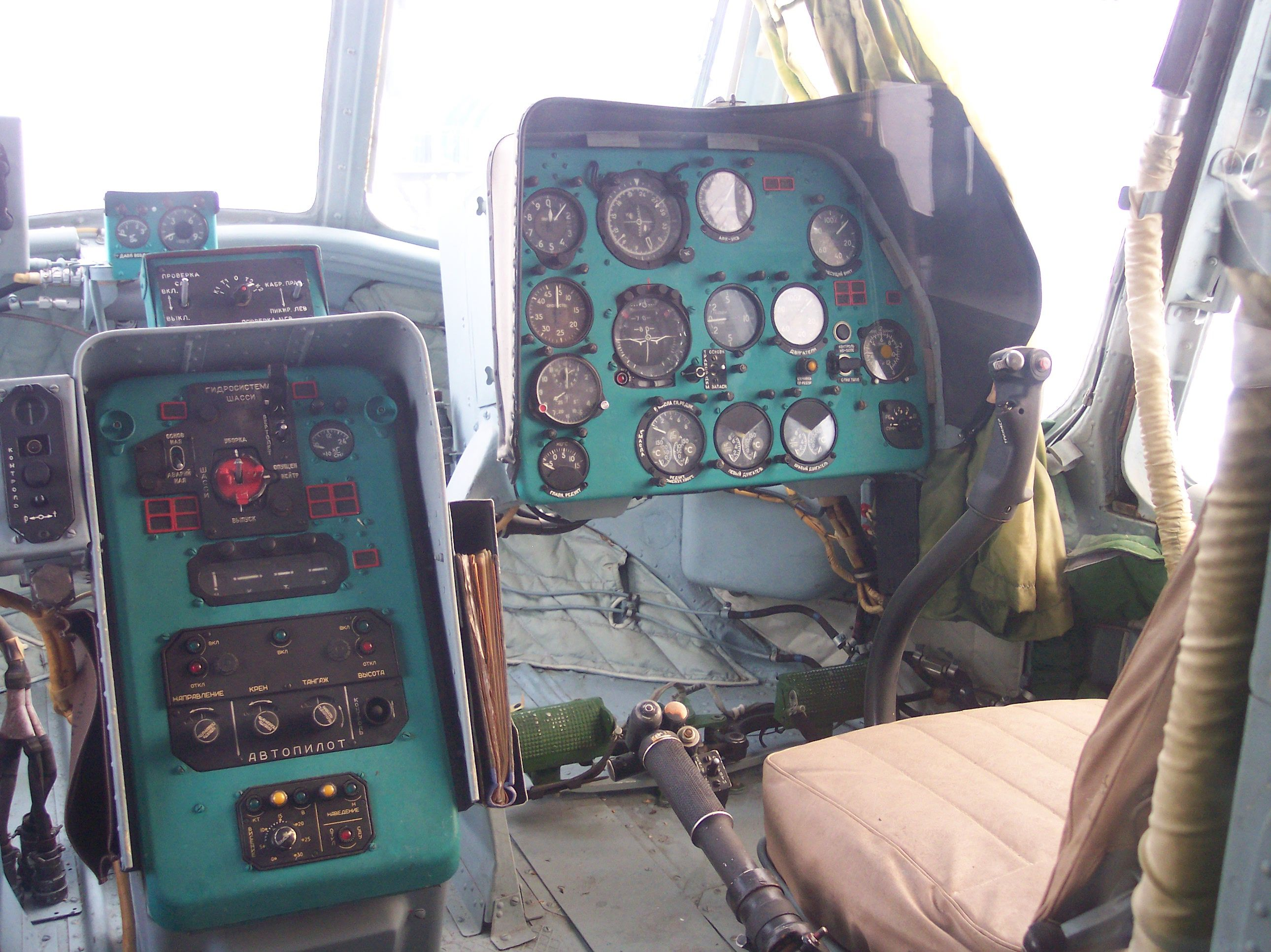
Kokpit śmigłowca Mi-14

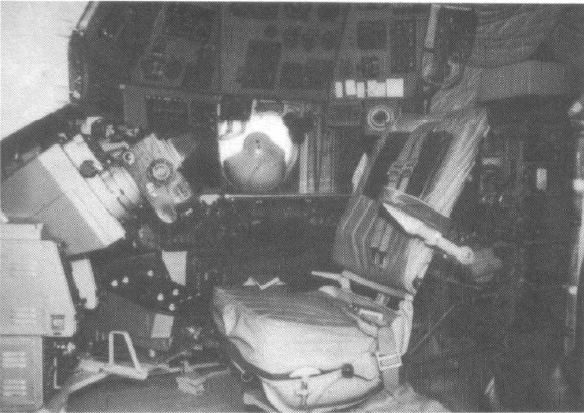
Kabina nawigatora

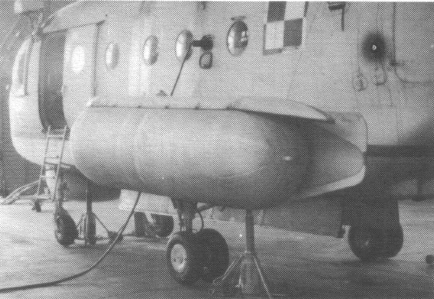
Napompowany pływak Mi-14

Mi-14 jest morskim śmigłowcem wielozadaniowym w układzie klasycznym z pięciołopatowym wirnikiem głównym i trójłopatowym śmigłem ogonowym. Jest to pierwszy radziecki śmigłowiec z całkowicie chowanym podwoziem. Inną ciekawą cechą tej maszyny jest możliwość obsługi głównej przekładni, napędu i wszystkich agregatów znajdujących się w górnej części śmigłowca bez użycia drabinek. W tym celu zainstalowano specjalne luki, a także osłony tych elementów wyposażono w stopnie.
Kadłub ma konstrukcję półskorupową, jest całkowicie metalowy. Składa się on z kilku części: przedniej, środkowej, tylnej, łódki z pływakami, belki ogonowej i belki końcowej. Sztywny szkielet kadłuba tworzą wręgi i podłużnice wykonane z duraluminium D16A.Węzły nośne wykonano zaś z wytrzymałej stali i stopu aluminium AK-6. Kadłub zabezpieczono pokryciem antykorozyjnym, co pozwala na wykorzystywanie śmigłowca w warunkach tropikalnych i morskich.
W przedniej części kadłuba znajduje się kabina pilotów. Oszklenie tej kabiny składa się z wypukłych szyb. Przednie szyby pilotów wykonano ze szkła kwarcowego, mają one ponadto elektryczne ogrzewanie i umieszczone po zewnętrznej stronie wycieraczki. Pozostałe są ze szkła organicznego. Po bokach kabiny pilotów umieszczone są hermetyzowane okna odsuwane w kierunku przeciwnym do lotu. Otwarcie ich jest możliwe tylko od wewnątrz, a w sytuacji awaryjnej można je odrzucić i w ten sposób piloci mogą opuścić kabinę. W suficie kabiny umieszczono mały, otwierany na zewnątrz luk. Umożliwia on dostęp do przedziałów zespołu napędowego. Luk ten umożliwia także ewakuację załogi w sytuacji awaryjnej. W kabinie pilotów znajdują się miejsca dla dwóch pilotów i technika pokładowego. Fotele pilotów są regulowane w zakresie wzdłużnego i pionowego przemieszczenia. Oparcia ich są również regulowane. Obok otworu drzwiowego zasłanianego roletą znajduje się fotel technika pokładowego, który w razie potrzeby jest podnoszony na bok, aby ułatwić wyjście z kabiny. W kabinie pilotów znajdują się urządzenia sterowania śmigłowcem i silnikami, przyrządy, pulpity elektryczne i pulpit układu automatycznego sterowania, a także wyposażenie radioelektroniczne i elektryczne. Kabina pilotów pokryta jest izolacją cieplną i dźwiękoszczelną.
Pomiędzy kabiną pilotów a częścią ładunkową umiejscowiono stanowisko nawigatora. Znajdują się tu pulpity aparatury ZOP, wyposażenie radiowe, obrotowy fotel nawigatora, a także trzylitrowy termos na chłodną wodę, uchwyt na ręczną gaśnicę OU-2 i apteczka. Śmigłowce Mi-14PS nie mają kabiny nawigatora, zamiast tego powiększono część ładunkową. Niezbędne wskaźniki aparatury przeniesiono do kabiny pilotów.
Hermetyzowane drzwi boczne są odsuwane (wykorzystano rolki), a nad nimi zainstalowano wyciągarkę. W przypadku Mi-14PŁ jest to ŁPG-1 lub ŁPG-150 (maszyny wyprodukowane po 1982 roku), natomiast Mi-14PS ma wciągarkę ŁPG-300 montowaną wewnątrz kabiny transportowej. Mi-14PS mają także szersze drzwi, tak aby ułatwić korzystanie z kosza ratunkowego, ponadto nie są one hermetyzowane. Drzwi boczne w razie potrzeby mogą zostać awaryjnie odrzucone.
W przedziale tylnym umieszczono agregaty prądotwórcze, skrzynki rozdzielcze, wyciągarki elektryczne, sterowane elektrycznie kasety rakiet sygnałowych i wyposażenie specjalne. Po prawej stronie są dwie studzienki w postaci rur służące do przenoszenia i zrzutu bomb sygnalizacyjnych OMAB lub pław. W tylnej części znajduje się także zasobnik z łodzią ratunkową ŁAS-5M-3.
Dolna część kadłuba wykonana jest w kształcie łódki. Po obu jej stronach umieszczono wodoszczelne pływaki przykadłubowe. Służą one do zachowania równowagi poprzecznej podczas wodowania. Śmigłowiec ma podwozie kołowe, chowane w locie, czteropunktowe. Golenie główne, umieszczone z tyłu mają amortyzatory olejowo-gazowe, których obecność pozwala na zwiększenie prześwitu podczas podwieszania bomb w luku. Jednokołowe golenie przednie podczas lotu chowają się we wnękach w nosowej części łódki, dwukołowe tylne zaś we wnękach w pływakach przykadłubowych. Do belki ogonowej zamocowana jest podpora z pływakiem, która zabezpiecza śmigło ogonowe przed uszkodzeniem.
Napęd śmigłowca Mi-14 stanowią dwa silniki turbinowe TW3-117M o łącznej mocy startowej około 5000 KM. Każdy silnik ma własny, niezależny układ olejowy. Do rozruchu silników turbinowych wykorzystywana jest powietrzna instalacja rozruchowa. Niezbędne powietrze podaje silnik gazowoturbinowy AI-9. Silnik ten ma swoją autonomiczną instalację olejową, a paliwo pobiera z rozchodowego zbiornika paliwa. Prąd do rozruchu silnika AI-9 zapewniają akumulatory pokładowe.
Instalacja paliwowa składa się z siedmiu zbiorników paliwa (sześć głównych i jeden rozchodowy), agregatów, przewodów, armatury, zaworów przeciwpożarowych oraz przyrządów kontroli pracy. Ponadto wewnątrz kadłuba może być zamocowany dodatkowy zbiornik paliwa o pojemności 500 l. Paliwo można podawać za pomocą pięciu wlewów. Śmigłowiec ma system awaryjnego zlewu paliwa. Zdalnie sterowany zawór zlewowy znajduje się w dolnej części kadłuba. Aby przeciwdziałać ewentualnemu wybuchowi mieszanki tlenowo-paliwowej nad powierzchnią paliwa w zbiornikach zastosowano instalację gazu neutralnego. Jej zdaniem jest doprowadzenie do zbiorników dwutlenku węgla, którego obecność zmniejsza stężenie tlenu zapobiegając samozapłonowi oparów paliwa. Dwutlenek węgla znajduje się w dwóch, równolegle połączonych butlach OSU-5, o pojemności 8 l każda.
Instalacja przeciwpożarowa służy do gaszenia pożaru w przedziałach silnikowych, przekładni głównej, zbiorników paliwa i silnika AI-9. Składa się z dwóch butli UBSz-4-4 ze środkiem gaśniczym o pojemności 4 l każda. W przypadku wykrycia pożaru przez czujnik pierwsza butla jest opróżniana automatycznie. Jednakże może być też opróżniona ręcznie przez pilota. Jeśli pożar nie zostanie ugaszony pilot uruchamia ręcznie opróżnianie drugiej butli. Dodatkowo do gaszenia pożaru można użyć gaśnicy ręcznej OU-2 znajdującej się w kabinie nawigatora.
Instalacja przeciwoblodzeniowa swoim działaniem obejmuje: łopaty wirników, szyby kabiny pilotów i wloty silników. Do usuwania lodu z szyb i łopat śmigieł używa się ciepła wytwarzanego przez prąd elektryczny przemienny. Ponadto wycieraczki szyb przednich mają spryskiwacze. Jako płynu do nich użyto spirytusu. Instalacja przeciwoblodzeniowa jest włączana automatycznie po podaniu sygnału przez odpowiedni czujnik. Ponadto może zostać, także włączona ręcznie przez pilota.
Wirnik główny ma pięć łopat. Wyposażone są one w system powietrznej sygnalizacji stanu dźwigarów. Śmigło ogonowe jest całkowicie metalowe, trójłopatowe, ciągnące.
Układ sterowania śmigłowcem jest zdublowany. Układy sterowania są typu sztywnego, z wyjątkiem układu linkowego sterownia hamulcem wirnika nośnego i sterowania mocą silników. Sterowanie odbywa się za pomocą drążka sterowego, pedałów oraz dźwigni sterowania skokiem ogólnym i mocą silników. Śmigłowiec ma wspomaganie układów sterowania za pomocą instalacji hydraulicznej. Niezależną instalację hydrauliczną wykorzystuje się także do wypuszczania podwozia i klap komory bombowej.
Instalacja elektryczna składa się z instalacji pierwotnej i wtórnych. Pierwotna jest zasilana przez dwie prądnice SGS-40PU wytwarzające prąd przemienny trójfazowy o napięciu 208 V i częstotliwości 400 Hz. Do instalacji wtórnych należy: instalacja prądu przemiennego jednofazowego o napięciu 115 V i częstotliwości 400 Hz, instalacja prądu przemiennego trójfazowego o napięciu 36 V i częstotliwości 400 Hz, instalacja prądu przemiennego jednofazowego o napięciu 36 V i częstotliwości 400 Hz i instalacja prądu stałego o napięciu 28,5 V. Instalacje wtórne prądu przemiennego zasilane są z sieci pierwotnej za pomocą transformatorów. Sieć prądu stałego zasilana jest z prądnic przez trzy urządzenia prostownicze. Rezerwowym źródłem prądu stałego zasilania są dwa akumulatory 12SAM-28 umieszczone w przedniej części kadłuba. Rezerwowe napięcie przemienne otrzymywane jest za pomocą przetwornic.
Śmigłowiec Mi-14 wyposażony jest w zestaw wyposażenia awaryjno-ratowniczego. Zestaw ten składa się z łódki ratowniczej ŁAS-5M-3 z radiolatarnią RM-4 i awaryjną krótkofalową radiostacją R-855UM, dzięki której możliwy jest kontakt z bazami i śmigłowcami ratunkowymi oraz indywidualnego wyposażenia ratowniczego załogi. Indywidualne wyposażenie ratownicze załogi tworzą spadochrony i morskie kombinezony ratownicze MSK-3M.
Wyposażenie radiotechniczne śmigłowca Mi-14 składa się m.in. z: pilota automatycznego SAU-14, żyroskopowego systemu kursowego GMK-1, radiostacji R-842, ultrakrótkiej radiostacji dowodzenia R-860, telefonu pokładowego SPU-7, radiokompasu ARK-9, systemu swój-obcy SRZO-2 oraz rentgenometru DP-3A-1 mierzącego promieniowanie gamma. Śmigłowiec w wariancie Mi-14PS ma nieco inne wyposażenie radiotechniczne. Zamiast radiostacji R-842 zastosowano radiostacje Karat-M-24 i R-832M, zamontowano dodatkowy automatyczny radiokompas ARK-UD, a także zastosowano radiowysokościomierz małych wysokości A-036 w miejsce radiowysokościomierza RW-3.

### Wyposażenie specjalne wersji Mi-14PŁ

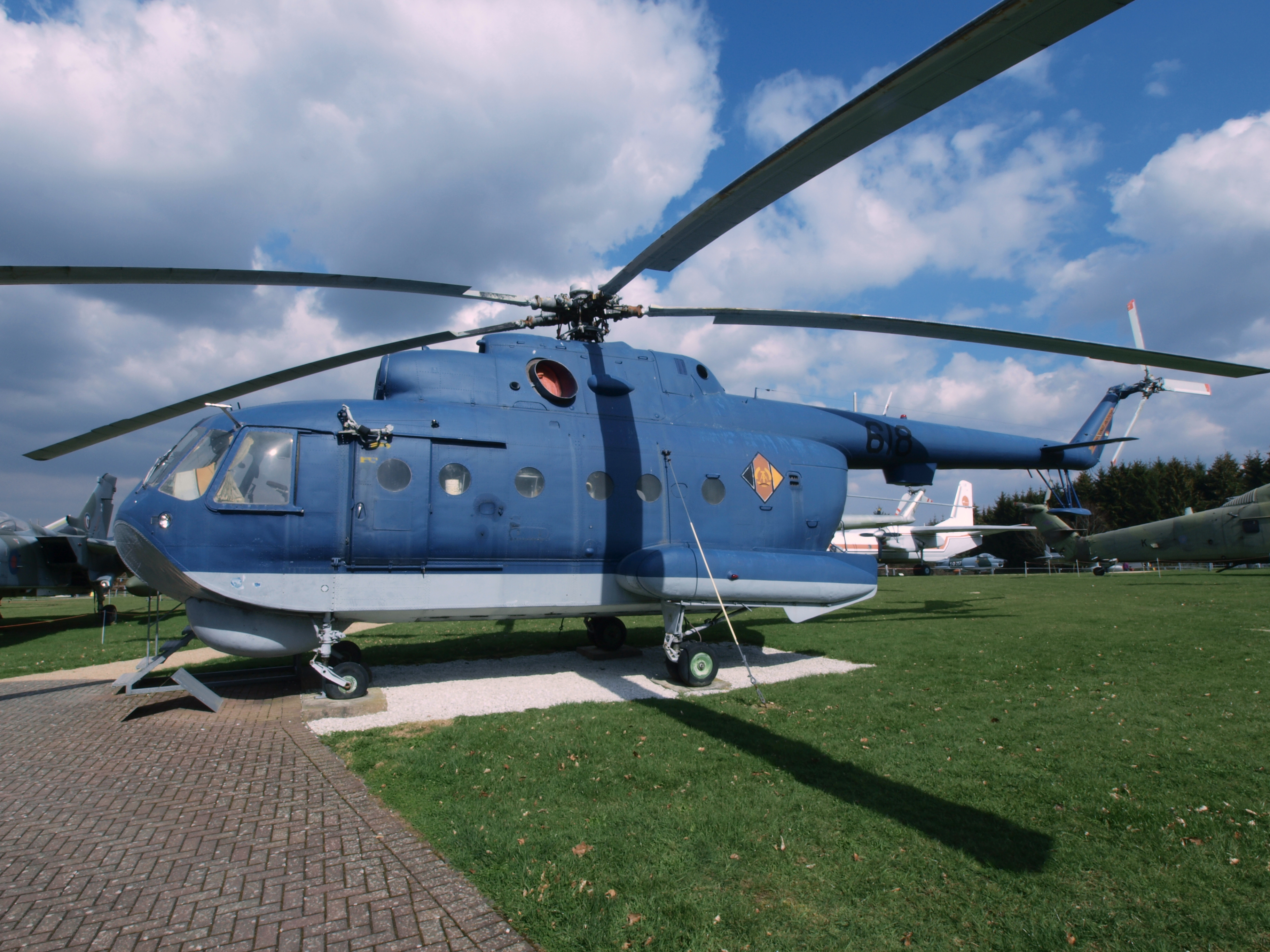
Poenerdowski Mi-14PŁ

Śmigłowiec Mi-14PŁ z racji przeznaczenia posiada kompleks Kalmar. Służy on do wykrywania i zwalczania okrętów podwodnych. Kompleks Kalmar składa się z: urządzenia celowniczo-wyliczającego Łandysz, stacji hydroakustycznej Oka-2 z opuszczanym blokiem antenowym, urządzenia telemetrycznego PK-025, systemu Ogoniok-2, radiolokacyjnego odbiornika sygnałów RPM-S oraz stacji radiolokacyjnej inicjatywa I-2ME. Ponadto śmigłowce Mi-14PŁ do celów rozpoznania mają także magnetometr APM-60 i namiernik radiopław A-100.
Mi-14PŁ nie ma stałego uzbrojenia, do zwalczania okrętów podwodnych przewidziano bomby lub torpedy przenoszone w komorze bombowej. Komora bombowa została zaprojektowana do przenoszenia bomb PŁAB-50M i PŁAB-250-120, a także torped typu AT-1M i rakietotorped APR-2. Komora bombowa może pomieścić w sumie do dwóch ton uzbrojenia. Ponadto śmigłowiec może zabierać radiopławy hydroakustyczne RGB-N i NM, pławy radiolokacyjne Popławok-B oraz orientacyjne bomby morskie OMAB-25-12D i OMAB-25-8N.
Mi-14PŁ mogły być także uzbrojone w atomowy ładunek głębinowy typu „S” o mocy 1 kilotony. W tym celu, uprzednio należało odpowiednio wyposażyć komorę bombową. Ponadto śmigłowiec ma rentgenometr DP-3A-1, który zapewniał ciągły pomiar dawki promieniowania gamma w kabinie załogi.

### Wyposażenie specjalne wersji Mi-14BT
Mi-14BT jest śmigłowcem holowniczo-trałowym, a jego głównym zadaniem jest niszczenie min morskich. Z tego powodu ma on specjalistyczne wyposażenie przeciwminowe. W tylnej części kadłuba zamontowano chowany wysięgnik do utrzymywania i prowadzenia liny trału, ponadto za lewym pływakiem na burcie umiejscowiono okna dla obserwatora trału. Wewnątrz kabiny ładunkowej zainstalowane są urządzenia sterujące i zabezpieczające trał. Zamontowane wciągarki pokładowe umożliwiają holowanie większych trałów i małych barek. Każda z nich ma system sterowania z możliwością automatycznego rozłączania liny w razie osiągnięcia maksymalnej dopuszczalnej wartości obciążenia lub przekroczenia dopuszczalnej wielkości miary kąta pomiędzy liną holowniczą a osią podłużną śmigłowca.
Śmigłowiec Mi-14BT ma na wyposażeniu zestaw trałów różnego typu, dostosowanych do niszczenia różnych min. Cięższe i większe trały elektromagnetyczne znajdują się na pokładach trałowców i są z nich podejmowane przez śmigłowce. Najczęściej wykorzystywanym trałem były trały nożowe SKT, które odcinają miny kotwowe. Poza tym stosowane były trały bezkontaktowe: akustyczny (o masie ok. 50 kg w kształcie rury) i elektromagnetyczny katamaran (tzw. trałowe sanki).
Śmigłowce Mi-14BT wyposażone są w automatyczny system pilotażowo-nawigacyjny GMK-1AE i układ automatycznego sterowania SAU-14. Zapewniają one prawidłowe działanie systemu trałowania.

### Wyposażenie specjalne wersji Mi-14PS

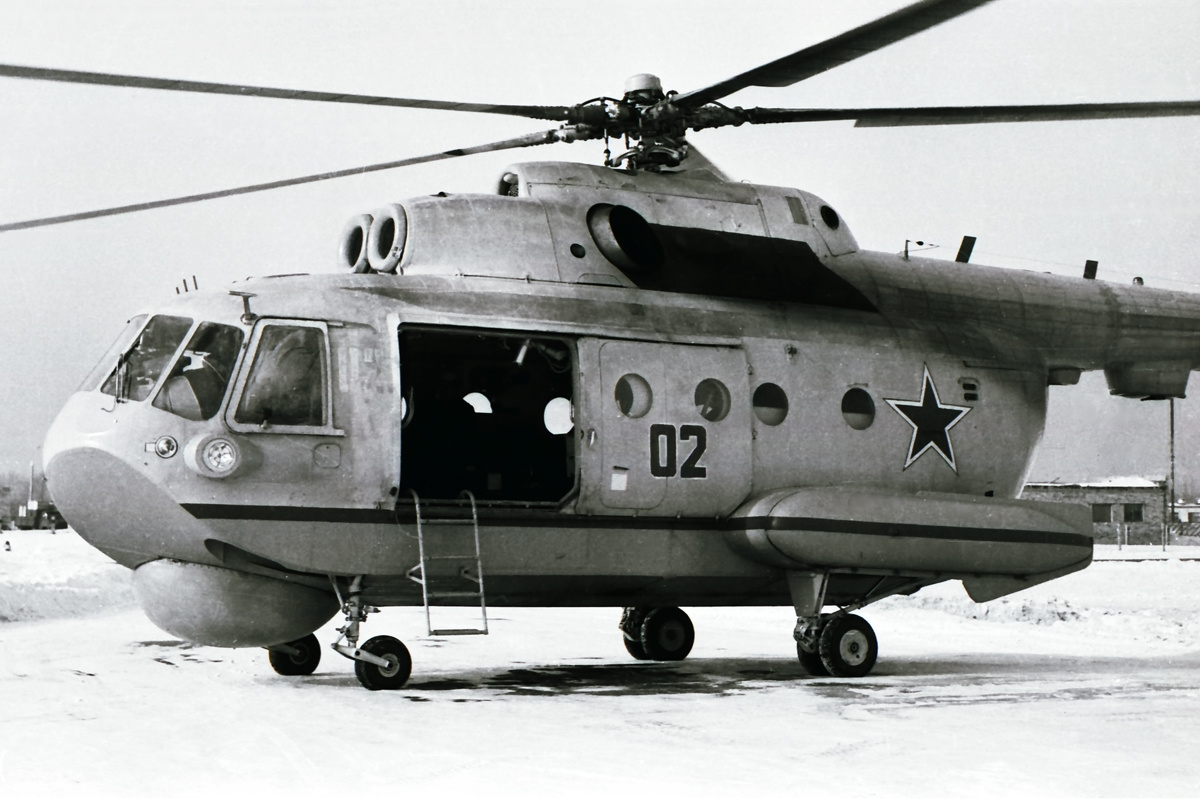
Sowiecki Mi-14PS. Widoczne powiększone drzwi kabiny ładunkowej.

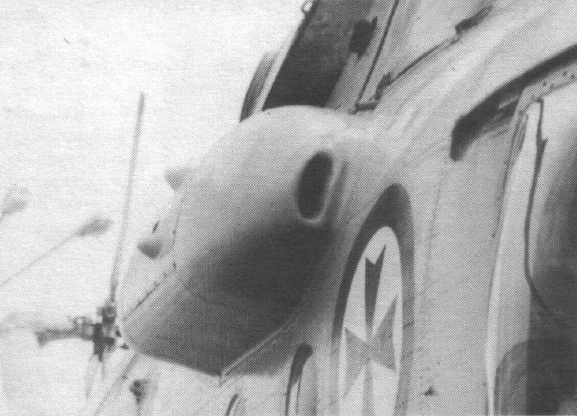
Chwyt powietrza do klimatyzacji

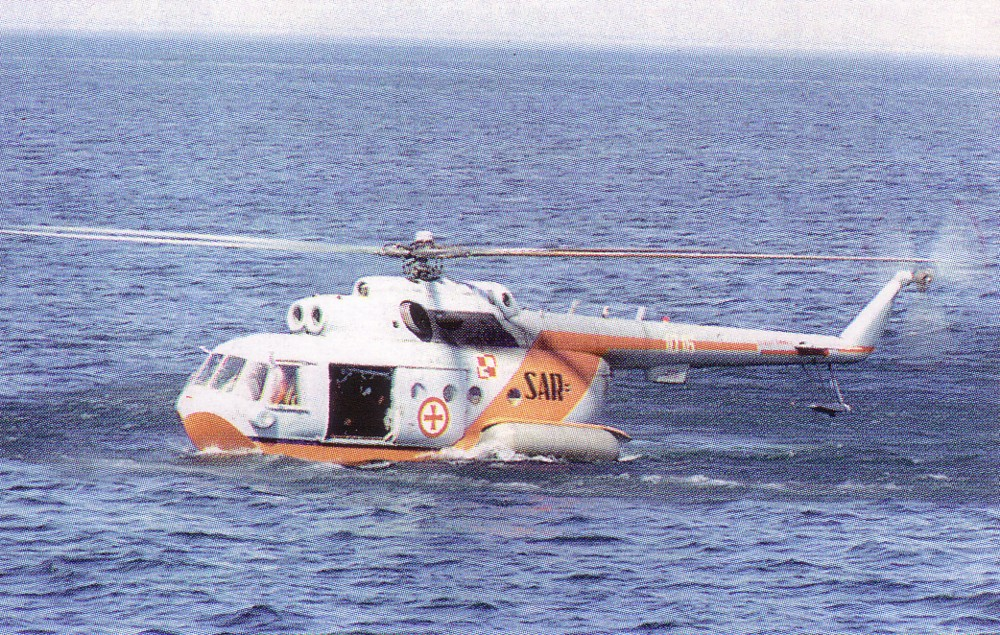
Polski Mi-14PS

Śmigłowiec Mi-14PS jest przeznaczony do prowadzenia akcji poszukiwawczo-ratowniczych. Z tego względu wyposażono je w specjalistyczne urządzenia. Do wykrywania rozbitków wykorzystywane są: radiokompas ARK-UD i stacja radiolokacyjna I-2ME. Natomiast do oświetlenia miejsca akcji zastosowano dodatkowe reflektory FPP-7 i dwa szperacze WPF-3-600. Ponadto do ewakuacji rozbitków na pokład śmigłowca przeznaczona jest elektryczna, pięciobiegowa wciągarka ŁPG-300 o udźwigu do 300 kg (jednorazowo w czasie pracy nawet do 500 kg). Dzięki temu udźwigowi jednocześnie można podnieść 3 osoby. W sytuacji awaryjnej podczas pracy wciągarki istnieje możliwość zdalnego odcięcia liny przy pomocy nożyc. Aby to zrobić, pilot naciska odpowiedni przycisk w kabinie pilotów.
Do oznaczania miejsca akcji ratunkowej używane są orientacyjne bomby morskie OMAB-25-12D (do oznaczania w dzień) i OMAB-25-8N (do oznaczania w nocy).
Mi-14PS po przystosowaniu do celów transportowych może przewozić dziewiętnaście osób w fotelach rozmieszczonych w kabinie ładunkowej lub małe ładunki o łącznej masie do 2000 kilogramów. W wariancie ratowniczo-poszukiwawczym śmigłowiec może zabrać dziewięć osób poszkodowanych na noszach. Jego załogę może stanowić sześć osób: pilot-dowódca, pilot-nawigator, technik pokładowy, lekarz i dwóch ratowników medycznych. Drzwi boczne w kadłubie śmigłowca Mi-14PS zostały poszerzone tak, że możliwy jest zrzut przez nie tratw ratowniczych dla rozbitków. Śmigłowiec Mi-14PS może przewozić do dwudziestu takich tratw.
Ponadto Mi-14PS może przenosić ładunki na podwieszeniu zewnętrznym o masie do 3000 kg. Zabierany z ziemi ładunek może być podwieszany po wylądowaniu śmigłowca lub w zawisie. Natomiast z wody ładunek zabierany jest tylko w zawisie. Do przenoszenia ładunku na podwieszeniu używa się ogniw kapronowych wykonanych z włókna poliamidowego o długości 10, 12 i 20 m. Maksymalna dopuszczalna prędkość śmigłowca z ładunkiem na podwieszeniu zewnętrznym uzależniona jest od rodzaju i zachowania się ładunku, nie może jednakże przekraczać 210 km/h.
Śmigłowiec Mi-14PS wyposażony jest w urządzenie do holowania łodzi i tratw ratunkowych. Do tego celu wykorzystano dolny luk. Lina holująca trzymana jest przez bęben z korbą i urządzeniem obcinającym. Aby można było holować tratwy, masa śmigłowca podczas lotu nie może być większa niż 12 100 kilogramów, a dopuszczalny stan morza w takiej sytuacji to 4. Podczas holowania śmigłowiec leci na wysokości 30–35 metrów, a dopuszczalne kąty przechylenia maszyny to ±15°.
Mi-14PS może wodować na powierzchni wody. Jednakże uprzednio należy napełnić pływaki, a także sprawdzić hermetyzację kadłuba. Maksymalna masa śmigłowca podczas startu z powierzchni morza nie może być większa niż 13 000 kilogramów. Ponadto podczas wodowania, pływania i startu dopuszczalny stan morza wynosi 2, a dopuszczalna wysokość fali to 0,75 metra. Maksymalny czas pływania podczas jednego lotu wynosi 30 minut. Napełnione pływaki można opróżnić dopiero na lotnisku, dlatego też po starcie z powierzchni wody maksymalna prędkość śmigłowca wynosi 150 km/h.
W śmigłowcach Mi-14PS zastosowano system klimatyzacji, który zapewnia dopływ ciepłego powietrza do kabiny pilotów i części transportowej oraz do ubiorów ratowniczych załogi i ogrzewania śpiworów. Główne urządzenie systemu zainstalowano na zewnątrz śmigłowca.
Występowała, także wersja śmigłowca Mi-14PS z trzema zasobnikami pod belką ogonową. Jest to wersja zmodernizowana z precyzyjniejszym systemem nawigacji i kamerą filmową.

## Warianty i modyfikacje

### Prototypy i warianty seryjne

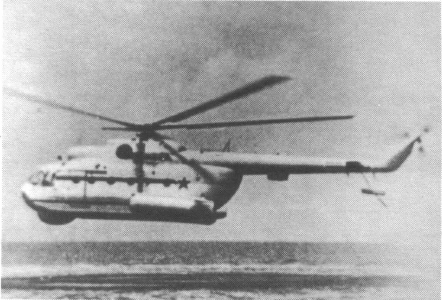
Prototyp W-14

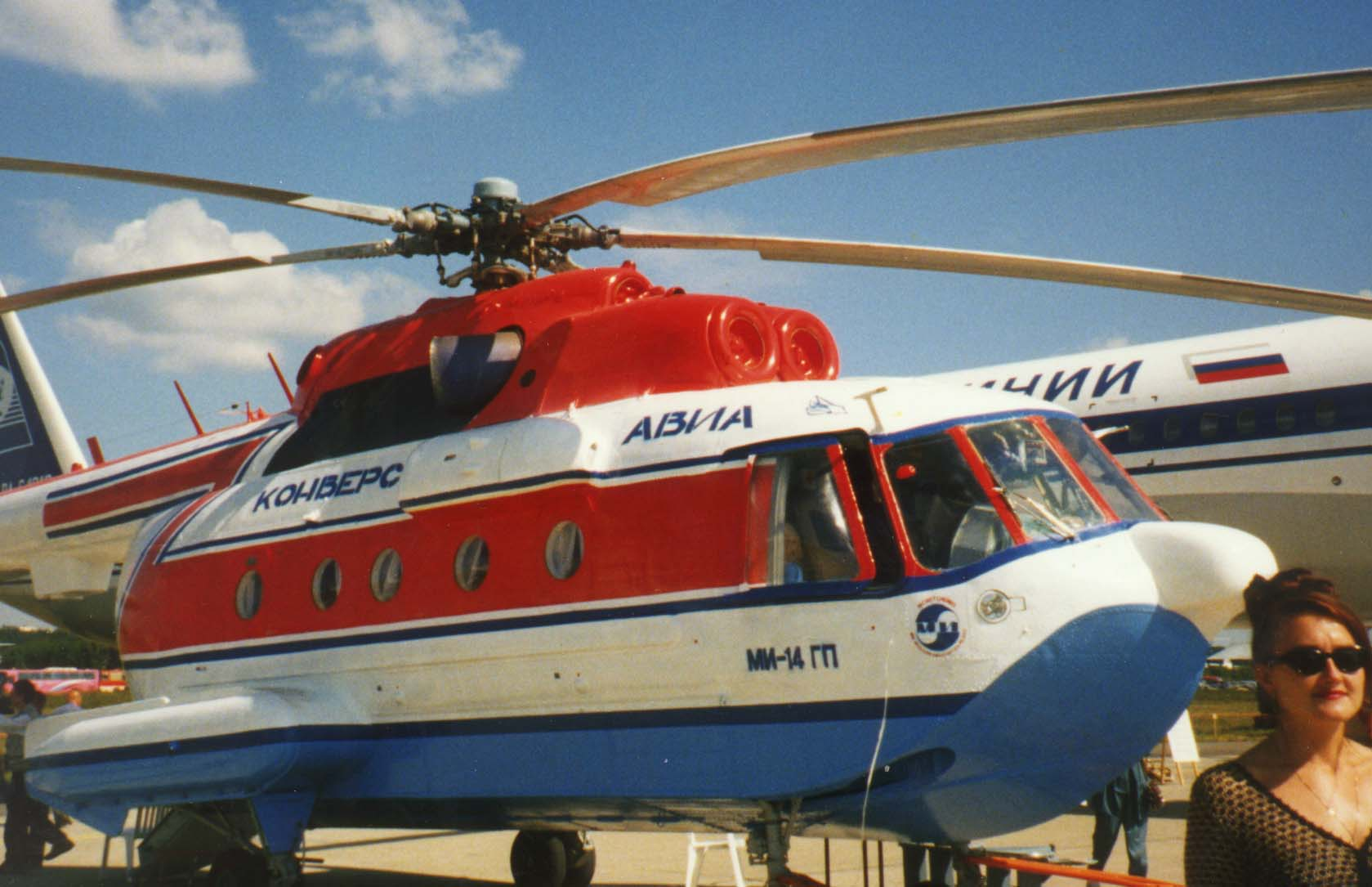
Cywilny Mi-14GP

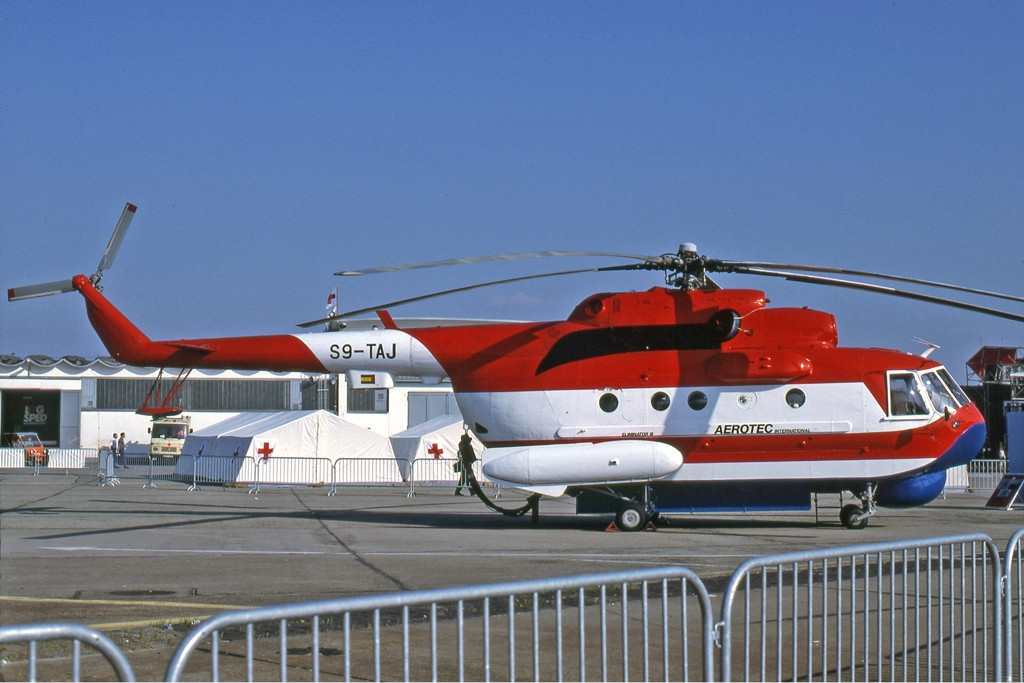
Mi-14 Eliminator III. Prezentacja podczas ILA '94

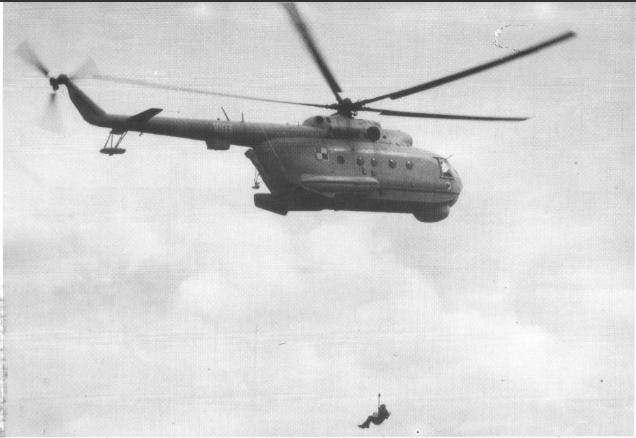
Polski Mi-14PX

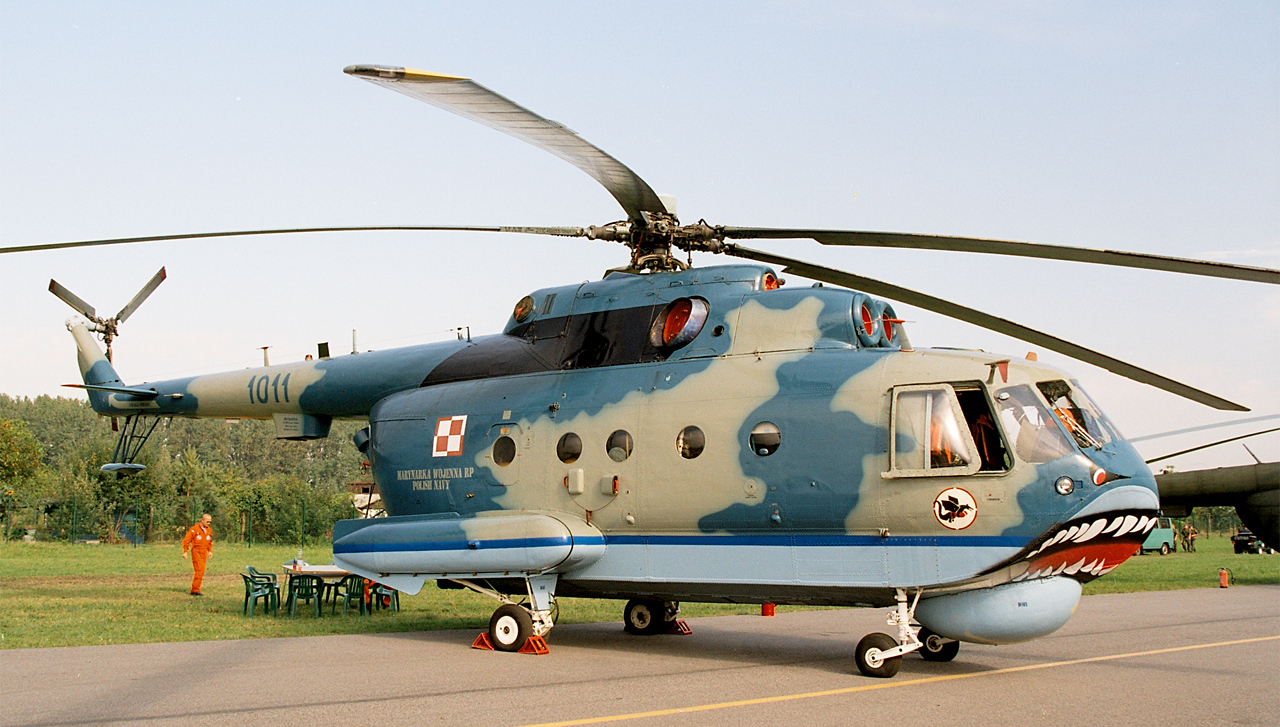
Polski Mi-14PŁMK

- W-14 (W-8G) – prototyp z napędem w postaci silników turbowałowych TW-2-117A, zbudowany na bazie seryjnych śmigłowców Mi-8[3].
- W-14PS – prototyp wersji poszukiwawczo-ratowniczej. Powstał w roku 1974 na bazie seryjnego śmigłowca Mi-14PŁ[3].
- W-14R – latające laboratorium przeznaczone do badań systemów i uzbrojenia[3].
- W-14E – prototyp wersji przeznaczonej na eksport. W stosunku do śmigłowców seryjnych miał inne wyposażenie[3].
- Mi-14PŁ (oznaczenie NATO Haze-A) – wersja zwalczania okrętów podwodnych z wyposażeniem poszukiwawczo-celowniczym 7071 Kalmar[3].
- Mi-14BT (oznaczenie NATO Haze-B) – wariant wyposażony w trał nożycowy SKT służący do niszczenia pól minowych. Wersja ta powstała w 1973 roku i ogółem powstało ok. 25 takich maszyn. Znajdowały się one m.in. na wyposażeniu lotnictwa marynarki wojennej NRD[3].
- Mi-14PS (oznaczenie NATO Haze-C) – wersja poszukiwawczo-ratownicza. W porównaniu do wersji Mi-14PŁ zostało zdemontowane całe wyposażenie ZOP i dzięki temu w kabinie ładunkowej jest miejsce dla dziewiętnastu rozbitków i dwudziestu tratw ratowniczych. Śmigłowiec ma powiększone drzwi na lewej burcie, aby ułatwić obsługę wyciągarki ŁPG-300 (o udźwigu do 300 kilogramów). Ponadto maszyna ma dodatkowe reflektory z przodu. Przystosowana jest także do holowania tratw[3].

### Modyfikacje
- Mi-14GP – cywilna, pasażerska wersja śmigłowca zamówiona przez Aerofłot w roku 1981. Realizację zamówienia zablokowało jednak wojsko. Do koncepcji powrócono w latach 90. XX wieku tworząc wariant pasażerski poprzez przebudowę jednego śmigłowca Mi-14PŁ. Maszynę tę zaprezentowano w trakcie pokazów lotniczych MAKS-95 w Żukowskim pod Moskwą. Śmigłowiec ten mógł pomieścić 24 pasażerów lub 5000 kg ładunku[3][8].
- Mi-14 Eliminator III – wersja gaśnicza opracowana w roku 1993 przez przedsiębiorstwo Aerotek we współpracy z Moskiewskimi Zakładami Śmigłowcowymi. Śmigłowiec ten powstał przez przebudowę poenerdowskiej maszyny Mi-14BT. W ramach modernizacji zainstalowano system pomp i zbiorników, dzięki czemu śmigłowiec mógł przenosić 5000 l wody. Pobieranie wody odbywało się podczas zawisu lub podczas wodowania. Zarzut wody następował w wyniku otwarcia drzwi komory bombowej[3].
- Mi-14PŻ – wariant gaśniczy powstały w Moskiewskich Zakładach Śmigłowcowych w roku 1999. Śmigłowiec powstał przez zabudowę na seryjnym śmigłowcu Mi-14PS lotniczego kompleksu gaszenia pożarów naziemnych (AKTNP), zbiorniki mieszczą 4300 l wody. Maszyna może służyć do transportu strażaków lub ładunku na podwieszeniu zewnętrznym o masie do 3 ton[3].
- Mi-14 „Strike” – śmigłowiec wyprodukowany pod koniec lat 70. XX wieku dla Syrii. Uzbrojony w rakiety przeciw-okrętowe Ch-23[3][8].
- Mi-14PŁM – zmodernizowana wersja śmigłowca ZOP. Maszyna otrzymała nowy system poszukiwawczo-celowniczy Osminog (Ośmiornica) oraz torpedy do zwalczania okrętów podwodnych Orłan i Kolibri[3].
- Mi-14PX – oznaczenie jakie nadano polskiemu Mi-14PŁ (nr fabr. nr takt. 1003) częściowo przystosowanemu do pełnienia zadań ratowniczych. Śmigłowiec powstał na początku 1990 roku w wyniku pilnej potrzeby zastąpienia straconych w latach 80. XX wieku dwóch Mi-14PS. Przebudowę zaproponował Szef Oddziału Technicznego SLMW komandor Henryk Kaczmarek. Modernizacja objęła instalację dodatkowych, ruchomych reflektorów służących do celów poszukiwawczych, montaż radiotelefonu FMR-2432 i specjalistycznego radiokompasu do poszukiwania rozbitków ARK-U2. Ponadto śmigłowiec miał być wyposażony w nożyce do przecinania liny wyciągarki i tratwy ratunkowe Mewa-6. Jednakże nie zdecydowano się na przebudowę kabiny ładunkowej, wobec czego śmigłowiec ten ma bardzo ograniczone możliwości SAR. Z uwagi na pozostawienie części wyposażenia ZOP śmigłowiec Mi-14PX mógł zabrać mniej sprzętu ratowniczego niż Mi-14PS, miał za to większą masę startową. Ponadto drzwi kabiny ładunkowe były węższe od tych w śmigłowcach wersji ratowniczej i utrudniały wyciąganie rozbitków. Ostatecznie śmigłowiec ten wykorzystywany był tylko do celów szkoleniowych, a do celów SAR w listopadzie 1990 roku zakupiono kolejny Mi-14PS. W czasie remontu głównego, przeprowadzanego w latach 1995–1996 śmigłowiec o nr takt. 1003 został z powrotem przebudowany do wersji Mi-14PŁ[9][10][11].
- Mi-14PŁMK – polska modernizacja śmigłowców Mi-14PŁ powstała na początku XXI wieku, w celu dostosowania tych śmigłowców do walki ze współczesnymi okrętami podwodnymi. Modyfikacja obejmuje montaż nowych elementów awioniki: radiostacji Bendix King KHF950, radiostacji Unimor RS-6113-2, radiostacji STARBLAZER RT-18, systemu nawigacji TACAN Bendix King KTU709, GPS Garmin 155XL, systemu VOR/ILS Bendix King KNR634A, radiowysokościomierza KRA-405 i transpondera IFF Radwar SC-10D2. Ponadto śmigłowiec ma nowe uzbrojenie w postaci torped A244S Mod 3 (docelowo zastąpione przez torpedy MU90), a także nowy system ZOP o nazwie Kryl-lot. W jego składzie jest nowy magnetometr, sonar i urządzenie KRAB. Do tego standardu zmodernizowano kilka polskich Mi-14PŁ. Prace przeprowadzono w Wojskowych Zakładach Lotniczych w Łodzi[4][11].
- Mi-14PŁ/R – wariant ratunkowy powstały przez przebudowę polskich śmigłowców Mi-14PŁ w Wojskowych Zakładach Lotniczych w Łodzi. Modernizacja przeprowadzona w latach 2008–2011 objęła przebudowę instalacji paliwowej, hydraulicznej i elektrycznej oraz przystosowanie kabiny do transportu rozbitków poprzez demontaż systemów ZOP. Poszerzono, także drzwi boczne tak, aby umożliwić korzystanie z kosza ratowniczego. Rozbudowana instalacja klimatyzacji pozwala na niezależne sterowanie temperaturą w kabinie pilotów i kabinie transportowej. Ponadto śmigłowiec wyposażono w nowy radar pogodowy, elektryczną wciągarkę SPG-350 oraz trzy reflektory poszukiwawcze. Maszyna ma również nowe wyposażenie nawigacyjne: GPS, radiowysokościomierz i wysokościomierz barometryczny oraz radiostacje. Załogę Mi-14PŁ/R stanowi 5 osób: dowódca załogi, drugi pilot, technik pokładowy, lekarz i ratownik medyczny. Ogółem powstały dwa takie śmigłowce (nr takt. 1009 i 1012), zastąpiły one wycofane ze służby w Lotnictwie Marynarki Wojennej Mi-14PS[12][11].

## Użytkownicy

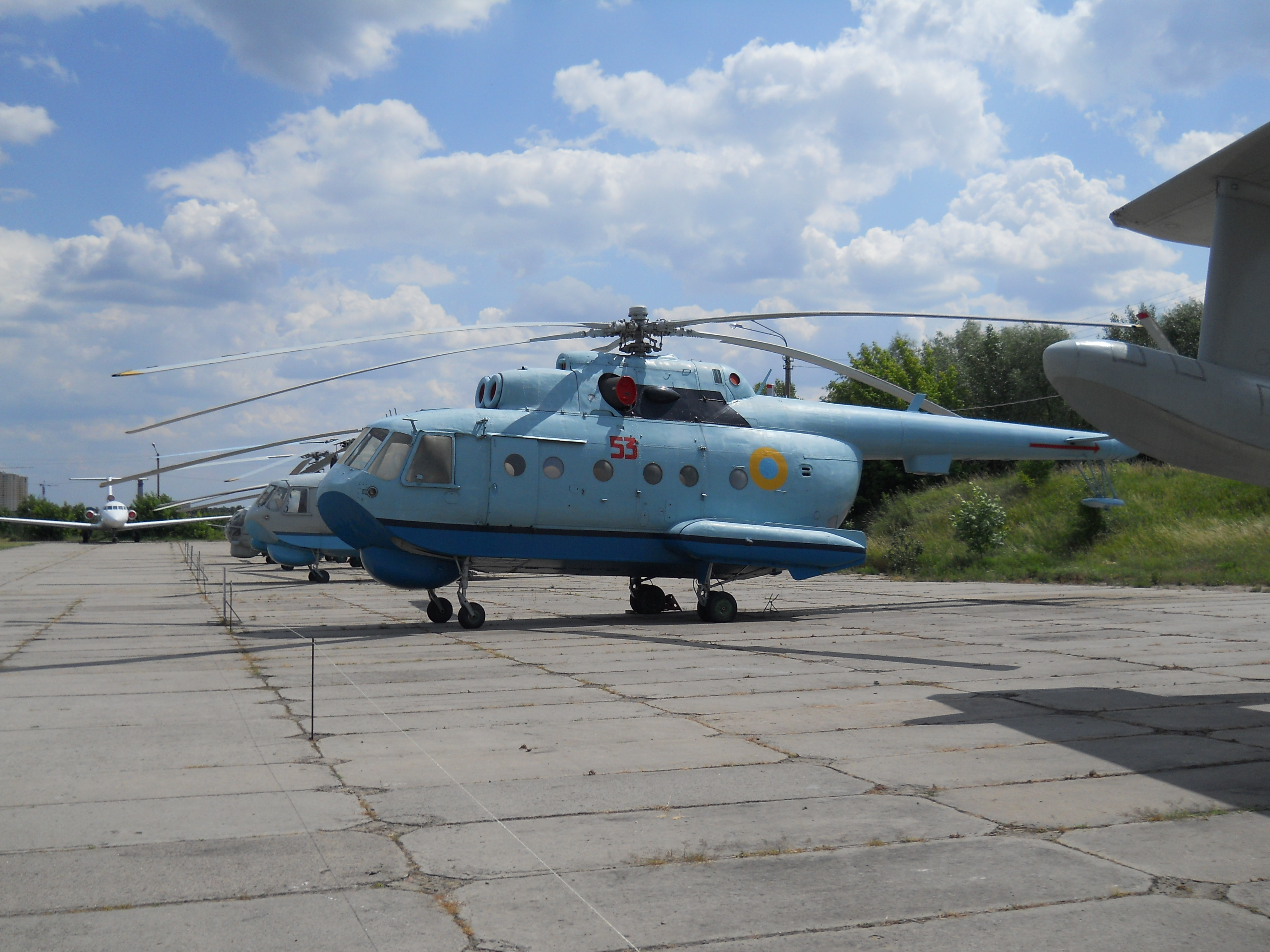
Ukraiński Mi-14PŁ wycofany z użycia (obiekt muzealny)

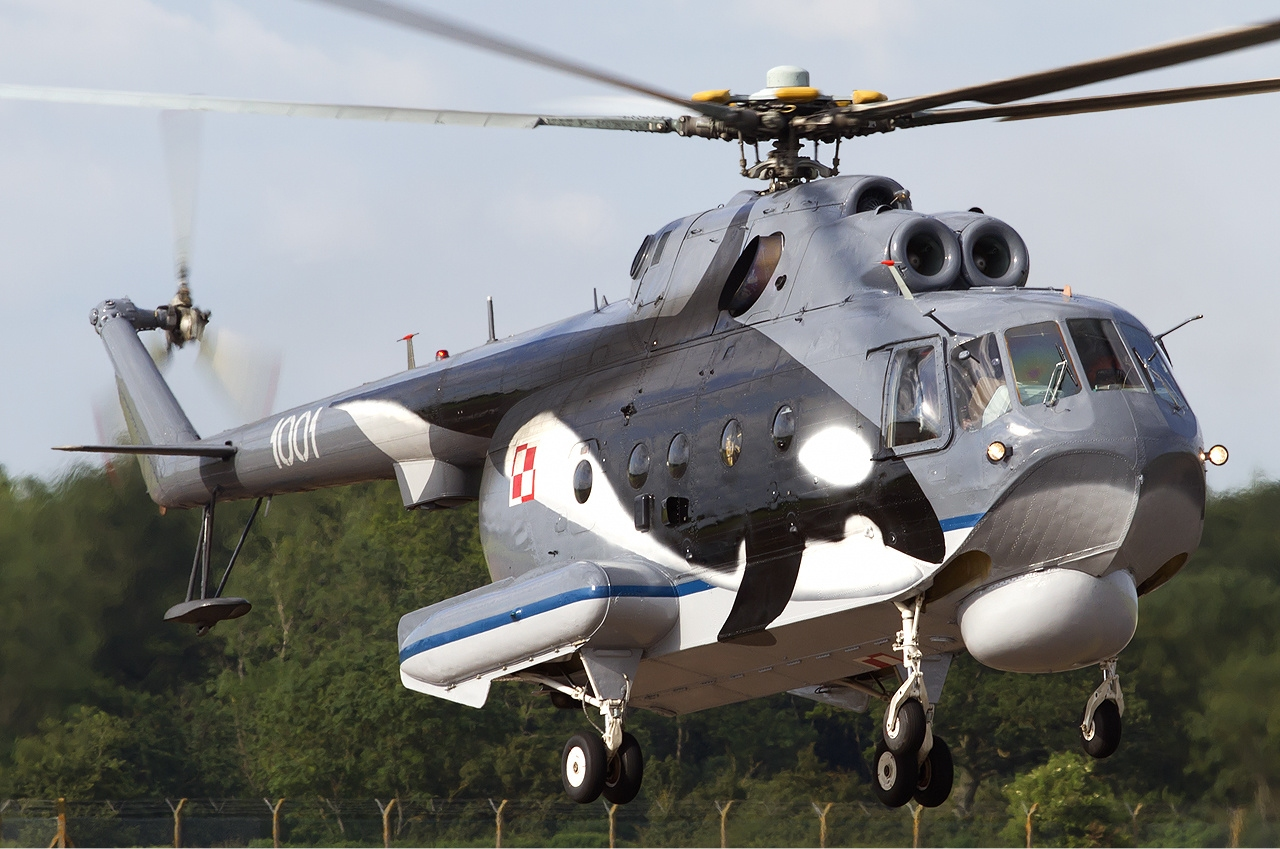
Polski Mi-14PŁ w okolicznościowej liberii „Orka”

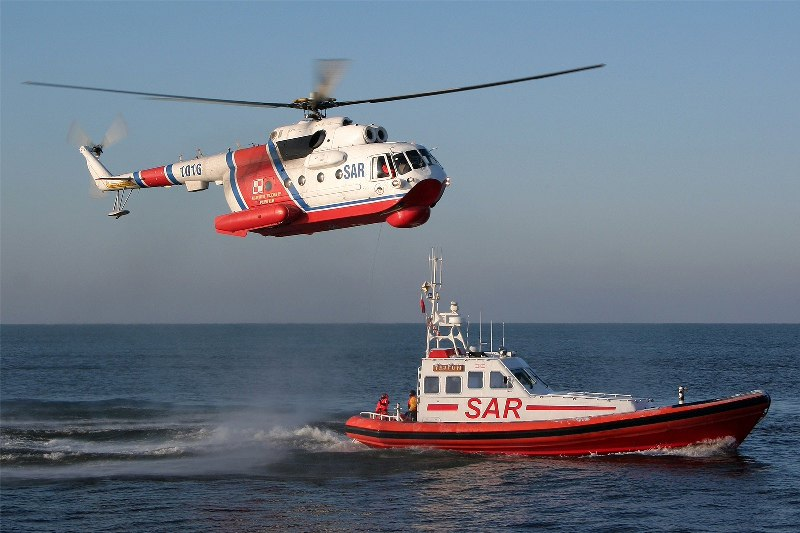
Polski Mi-14PS (1016)

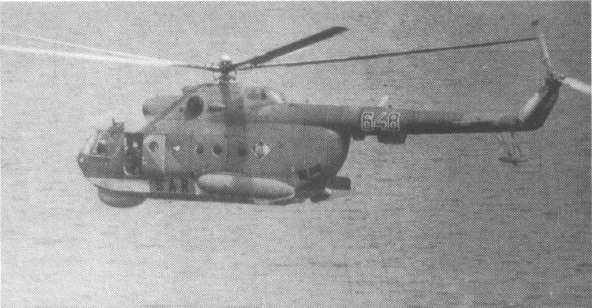
Niemiecki Mi-14BT przebudowany na śmigłowiec SAR

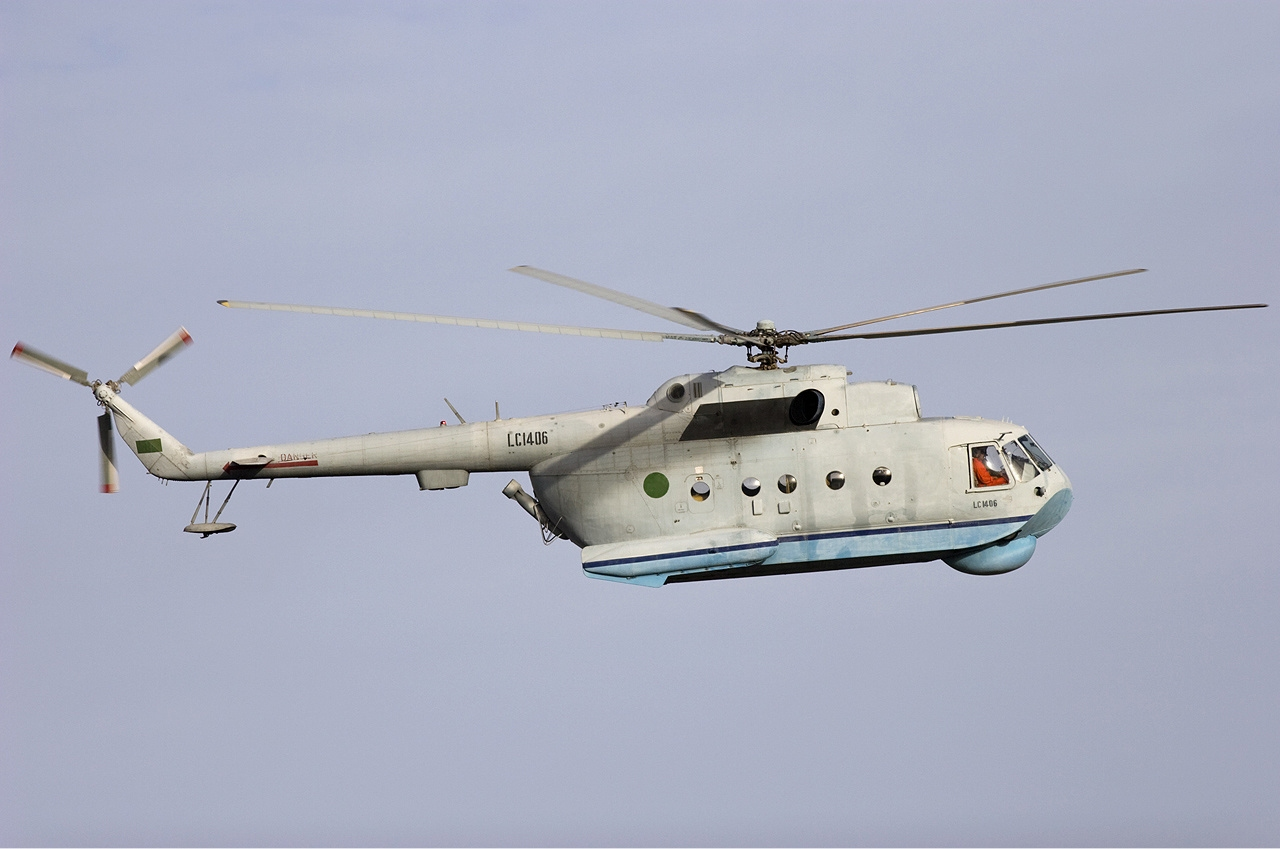
Mi-14 należący do Libii

Głównym użytkownikiem śmigłowca Mi-14 był ZSRR. Jednakże część wyprodukowanych maszyn wyeksportowano do państw Układu Warszawskiego (Bułgaria, NRD, Polska, Rumunia), na Bliski Wschód (Libia, Syria), a także do Jugosławii, Korei Północnej, Etiopii, Wietnamu, Południowego Jemenu i na Kubę.
W roku 2013 śmigłowce Mi-14 znajdowały się na wyposażeniu siedmiu państw. Są to: Gruzja (2 maszyny), Libia (4 maszyny), Pakistan (1 maszyna), Polska (9 maszyn), Syria (10 maszyn), Ukraina (4 maszyny) i Jemen (2 maszyny).
ZSRR
Śmigłowce Mi-14 przyjęto oficjalnie na wyposażenie marynarki wojennej ZSRR 11 maja 1976 roku. Trafiły one do jednostek lotniczych Floty Bałtyckiej, Czarnomorskiej, Północnej i Flota Oceanu Spokojnego. Ogółem w ZSRR używano śmigłowców w trzech podstawowych wersjach: Mi-14PŁ, Mi-14PS i Mi-14BT. Pewną liczbę śmigłowców Mi-14PS otrzymały także siły powietrzne, które wykorzystywały je do akcji poszukiwawczych i ratunkowych.
Po upadku ZSRR w roku 1991 większość radzieckich śmigłowców Mi-14 trafiło na wyposażenie sił zbrojnych Rosji. Jednakże pewną część maszyn znajdujących się na wyposażeniu Floty Czarnomorskiej przekazano nowo powstałej Ukrainie.
Rosja
Powstała w roku 1991 Rosja odziedziczyła większość poradzieckich śmigłowców, w tym maszyny Mi-14. Zakończenie zimniej wojny spowodowało, że na początku lat 90. XX wieku rozpoczęto redukcję rosyjskich sił zbrojnych. W ramach tego planu rozpoczęto wycofywanie posiadanych śmigłowców Mi-14. Zarówno zadania zwalczania okrętów podwodnych (ZOP) jak i poszukiwania i ratunku (SAR) przejęły maszyny Ka-27.
Ukraina
Po upadku ZSRR marynarka wojenna Ukrainy przejęła z Floty Czarnomorskiej pewną, nieznaną bliżej liczbę śmigłowców Mi-14PŁ, Mi-14PS i Mi-14BT. W kolejnych latach większość maszyn Mi-14 wycofano. Część przerobiono na wersję przeciwpożarową i sprzedano prywatnym firmom.
Polska
Śmigłowce Mi-14 są używane przez lotnictwo Marynarki Wojennej. Decyzja o zakupie śmigłowców zapadła w 1977. W 1981 zakupiono pierwsze 6 śmigłowców, które przyprowadzili do Polski piloci sowieccy. Trafiły one na lotnisko w Darłowie, gdzie rozpoczęły służbę w 28 Eskadrze Ratowniczej. W 1983 zakupiono 6 śmigłowców zwalczania okrętów podwodnych Mi-14PŁ (numery seryjne A1001-A1012), używane początkowo w składzie 16 Pułku Lotnictwa Specjalnego MW w Darłowie. Następnie w 1984 zakupiono 4 śmigłowce ratownicze Mi-14PS (numery seryjne A1013-A1016).
W latach 80. XX wieku utracono dwie maszyny Mi-14PS (nr takt. A1015 w roku 1987 i nr takt. A1014 w roku 1988), w związku z czym, aby właściwie wykonywać zadania, a także zapewnić ciągłość w szkoleniu, w roku 1990 od ZSRR zakupiono dodatkowy używany śmigłowiec Mi-14PS (nr 75137). Ponadto czasowo do pełnienia zadań ratowniczych przystosowano jeden Mi-14PŁ (nr takt. A1003). Śmigłowiec wyposażono w dodatkowe reflektory, nowe wyposażenie radiotechniczne, tratwy ratunkowe oraz nożyce do przecinania liny wyciągarki, nadano mu także oznaczenie Mi-14PX. Z uwagi na pozostawienie wyposażenia ZOP śmigłowiec miał o wiele mniejsze możliwości niż typowy Mi-14PS. Z tego powodu używany był głównie do szkolenia oraz jako maszyna rezerwowa. W latach 1995–1996 ze śmigłowca Mi-14PX usunięto wyposażenie ratownicze, przywracając go do wersji PŁ.
W pierwszej dekadzie XXI wieku Polska zmodernizowała posiadane śmigłowce Mi-14PŁ do wersji Mi-14PŁMK. Modyfikacja obejmowała dostosowanie śmigłowców do przenoszenia nowych torped MU90, wymianę awioniki, a także montaż nowego systemu ZOP o nazwie Kryl-lot.
W latach 2008–2010 wycofano wszystkie trzy Mi-14PS z uwagi na zużycie i wyczerpanie resursu (z nalotem ok. 3000 godzin każdy). W związku z potrzebą posiadania ciężkich śmigłowców ratowniczych, w latach 2010 i 2011 ukończono przebudowę dwóch Mi-14PŁ do wersji poszukiwawczo-ratowniczej oznaczonej Mi-14PŁ/R (nry A1009 i A1012), wyposażonej m.in. w zewnętrzną wyciągarkę SŁP-350 o udźwigu 300 kilogramów.
Łącznie w wypadkach polska Marynarka Wojenna utraciła cztery śmigłowce: dwa śmigłowce Mi-14PŁ (nr A1006 w 1983 i A1004 w 1994) oraz dwa śmigłowce Mi-14PS (A1015 w 1987 i A1014 w 1988). Pierwszy wypadek nastąpił w okolicach Darłówka za sprawą ptaków, które zakłóciły pracę silnika. Kolejny wypadek nastąpił na pełnym morzu po awarii łopat wirnika – maszyna musiała wodować i zatonęła. Dwa kolejne śmigłowce rozbiły się na jeziorze Bukowo i w okolicach Leźnicy Wielkiej.
W 2014 w Brygada Lotnictwa Marynarki Wojennej posiadała 9 śmigłowców Mi-14: 7 w wersji Mi-14PŁMK do zadań ZOP i 2 w wersji Mi-14PŁ/R do zadań SAR. W sierpniu 2014 wycofano pierwszy ze śmigłowców ZOP. Planowano wycofać oba śmigłowce wersji PŁ/R w latach 2017 i 2018, lecz brak następców spowodował wydłużenie ich planowanej służby do 2021 roku. Pierwszy egzemplarz po rocznym remoncie silnika i podzespołów dostarczono użytkownikowi 14 listopada 2018.
Niemiecka Republika Demokratyczna
Lotnictwo marynarki wojennej NRD otrzymało dziewięć Mi-14PŁ (dostawy w latach 1979–1981) oraz sześć Mi-14BT (dostawy w 1985 roku). Trafiły one na wyposażenie 18 Śmigłowcowego Szwadronu Lotnictwa Morskiego im. Kurta Barthela (MHG-18) w Parow koło Stralsund. Pod koniec lat 80. XX wieku jeden śmigłowiec Mi-14BT przystosowano do pełnienia zadań SAR. W tym celu przebudowano kabinę ładunkową tak, aby pomieściła niezbędne wyposażenie ratownicze oraz na lewej burcie zamocowano dodatkowy reflektor FPP-7.
Po zjednoczeniu Niemiec w latach 1989–1990 łącznie czternaście śmigłowców Mi-14 te przejęła Bundeswehra (jeden stracono wcześniej w katastrofie). Definitywnie wycofano je ze służby w roku 1991. Dziewięć śmigłowców Mi-14 sprzedano w roku 1993 firmie Aerotec (z tego sześć przerobiono na wariant przeciwpożarowy), dwa trafiły do muzeów, a kolejne dwa sprzedano US Army.
Libia i Syria
Największym zagranicznym użytkownikiem śmigłowców Mi-14 była Libia. Dostarczono tam trzydzieści sześć maszyn w wariancie Mi-14PŁ. Wykorzystywane były do zadań ZOP i celów ratownictwa morskiego. W roku 2013 Libia posiadała 4 śmigłowce Mi-14.
Drugim użytkownikiem z Bliskiego Wschodu jest Syria. Armia syryjska zakupiła dwadzieścia śmigłowców w dwóch wersjach: Mi-14PŁ i Mi-14PS. Część z nich pozostała w służbie, w roku 2013 Syria posiadała 10 śmigłowców Mi-14.